# Fabio Renz
Fabio Renz (23 febbraio 1992) è un ex sciatore alpino tedesco.

## Biografia
Attivo in gare FIS dal dicembre del 2007, in Coppa Europa Renz ha esordito il 12 gennaio 2011 a Patscherkofel in discesa libera (75º) e ha conquistato il suo unico podio il 29 novembre 2012 a Reiteralm in supergigante (2º). In Coppa del Mondo ha debuttato il 18 gennaio 2014 a Wengen in discesa libera (61º), ha ottenuto il suo miglior piazzamento il 28 dicembre dello stesso anno a Santa Caterina Valfurva nella medesima specialità (37º) e ha disputato la sua ultima gara il 10 marzo 2018, la discesa libera di Kvitfjell dove si è piazzato 49º.
Si è ritirato all'inizio della stagione 2018-2019 e la sua ultima gara è stata il supergigante di South American Cup disputato a El Colorado il 12 settembre, non completato da Renz; in carriera non ha preso parte a rassegne olimpiche o iridate.

## Palmarès

### Coppa Europa
- Miglior piazzamento in classifica generale: 69º nel 2015
- 1 podio:
  - 1 secondo posto

### Campionati tedeschi
- 3 medaglie:
  - 1 oro (discesa libera nel 2013)
  - 1 argento (supergigante nel 2012)
  - 1 bronzo (supergigante nel 2014)